# Cúp Liên đoàn bóng đá Phần Lan 2016
 Cúp Liên đoàn bóng đá Phần Lan 2016 là mùa giải thứ 20 của Cúp Liên đoàn bóng đá Phần Lan, giải đấu cúp bóng đá danh giá thứ hai tại Phần Lan. HJK là đương kim vô địch, vừa giành cúp vô địch thứ năm mùa trước.
Giải đấu cúp chia thành hai giai đoạn. Đầu tiên là vòng bảng với việc 12 đội bóng Veikkausliiga chia thành hai bảng. Hai đội xuất sắc nhất mỗi bảng sẽ thi đấu trận chung kết.

## Bảng A
| VT | Đội     | ST | T | H | B | BT | BB | HS | Đ  | Giành quyền tham dự |
| -- | ------- | -- | - | - | - | -- | -- | -- | -- | ------------------- |
| 1  | SJK     | 5  | 4 | 1 | 0 | 6  | 2  | +4 | 13 | Chung kết           |
| 2  | PS Kemi | 5  | 2 | 1 | 2 | 6  | 5  | +1 | 7  |                     |
| 3  | VPS     | 5  | 2 | 1 | 2 | 4  | 4  | 0  | 7  |                     |
| 4  | RoPS    | 5  | 1 | 3 | 1 | 4  | 3  | +1 | 6  |                     |
| 5  | Ilves   | 5  | 1 | 1 | 3 | 3  | 6  | −3 | 4  |                     |
| 6  | KuPS    | 5  | 1 | 1 | 3 | 3  | 6  | −3 | 4  |                     |

| 29 tháng 1 năm 2016 | KuPS | 0–0                     | SJK      | Kuopio                                                                       |  |
| 18:30 EET (UTC+2)   |      | Report (tiếng Phần Lan) | Kink 64' | Sân vận động: Kuopio-halli Lượng khán giả: 1,015 Trọng tài: Ville Nevalainen |  |

| 30 tháng 1 năm 2016 | RoPS        | 0–0                     | VPS            | Oulu                                                                       |  |
| 14:00 EET (UTC+2)   | Okkonen 85' | Report (tiếng Phần Lan) | Tiodorović 84' | Sân vận động: Heinäpään nurmi Lượng khán giả: 210 Trọng tài: Dennis Antamo |  |

| 30 tháng 1 năm 2016 | PS Kemi                                            | 3–1                     | Ilves                               | Kemi                                                                       |  |
| 16:00 EET (UTC+2)   | Veteli 24' · Kvist 48' (ph.đ.) · Jovović 88' 90+1' | Report (tiếng Phần Lan) | Lahtinen 7' · Aho 47' · Matrone 50' | Sân vận động: Junkohalli Lượng khán giả: 450 Trọng tài: Mattias Gestranius |  |

| 4 tháng 2 năm 2016 | RoPS                                                             | 2–0                     | KuPS                             | Oulu                                                                        |  |
| 18:00 EET (UTC+2)  | Malcolm 10' · Jammeh 41' · Back 57' · Okkonen 72' · Heikkilä 90' | Report (tiếng Phần Lan) | Poutiainen 47' · Coulibaly 90+2' | Sân vận động: Heinäpään nurmi Lượng khán giả: 204 Trọng tài: Petri Viljanen |  |

| 6 tháng 2 năm 2016 | Ilves                                    | 0–1                     | VPS                           | Tampere                                                                          |  |
| 14:30 EET (UTC+2)  | Hilander 37' · Hynynen 77' · Matrone 87' | Report (tiếng Phần Lan) | Hertsi 38' (ph.đ.) · Hill 89' | Sân vận động: Pirkkahalli Arena Lượng khán giả: 500 Trọng tài: Oskari Hämäläinen |  |

| 7 tháng 2 năm 2016 | KuPS         | 0–2                     | PS Kemi                                               | Kuopio                                                                  |  |
| 18:30 EET (UTC+2)  | Räisänen 21' | Report (tiếng Phần Lan) | Heimonen 10' · Berg 33' 65' · Eissele 62' · Kvist 68' | Sân vận động: Kuopio-halli Lượng khán giả: 831 Trọng tài: Kalle Mäkinen |  |

| 10 tháng 2 năm 2016 | Ilves                                                       | 0–0                     | RoPS                       | Tampere                                                                   |  |
| 18:00 EET (UTC+2)   | Matrone 52' · Lahtinen 59' · Miettunen 70' · Petrescu 90+1' | Report (tiếng Phần Lan) | Mäkitalo 52' · Okkonen 62' | Sân vận động: Pirkkahalli Arena Lượng khán giả: 550 Trọng tài: Mikko Mörö |  |

| 10 tháng 2 năm 2016 | SJK                                  | 2–1                     | VPS                          | Seinäjoki                                                                   |  |
| 19:15 EET (UTC+2)   | Hurme 14' · Ngueukam 56' · Riski 63' | Report (tiếng Phần Lan) | Clennon 12' · Klepczarek 80' | Sân vận động: Wallsport Areena Lượng khán giả: 482 Trọng tài: Antti Munukka |  |

| 13 tháng 2 năm 2016 | SJK                                 | 1–0                     | PS Kemi                                    | Seinäjoki                                                                 |  |
| 14:15 EET (UTC+2)   | Kink 42' · Vasara 70' · Riski 90+2' | Report (tiếng Phần Lan) | Kaby 18' · Könönen 66' · S.Jovović 79' 84' | Sân vận động: Wallsport Areena Lượng khán giả: 459 Trọng tài: Vesa Hätilä |  |

| 13 tháng 2 năm 2016 | VPS | 0–2                     | KuPS                                           | Vaasa                                                 |  |
| 13:15 EET (UTC+2)   |     | Report (tiếng Phần Lan) | Poutiainen 24' 29' · Ääritalo 31' · Diallo 36' | Sân vận động: Botniahalli Trọng tài: Toni Pohjoismäki |  |

| 16 tháng 2 năm 2016 | SJK                            | 1–0                     | Ilves                          | Seinäjoki                                                |  |
| 17:00 EET (UTC+2)   | Ngueukam 57' · J.Sarajärvi 76' | Report (tiếng Phần Lan) | Ala-Myllymäki 17' · Hilska 30' | Sân vận động: Wallsport Areena Trọng tài: Marko Grönholm |  |

| 16 tháng 2 năm 2016 | PS Kemi                      | 1–1                     | RoPS                      | Kemi                                              |  |
| 18:00 EET (UTC+2)   | Ions 4' · Turpeenniemi 45+3' | Report (tiếng Phần Lan) | Muinonen 21' · Majava 49' | Sân vận động: Junkohalli Trọng tài: Antti Munukka |  |

| 20 tháng 2 năm 2016 | Ilves                               | 2–1                     | KuPS                                                            | Tampere                                             |  |
| 14:30 EET (UTC+2)   | Lahtinen 65', 70' 90+2' · Siira 80' | Report (tiếng Phần Lan) | Taipale 45+1' · Hakola 45+10' · Savolainen 55' · Ääritalo 90+1' | Sân vận động: Pirkkahalli Arena Lượng khán giả: 550 |  |

| 20 tháng 2 năm 2016 | VPS                          | 2–0                     | PS Kemi | Vaasa                     |  |
| 16:00 EET (UTC+2)   | Voutilainen 71' · Alanko 73' | Report (tiếng Phần Lan) |         | Sân vận động: Botniahalli |  |

| 27 tháng 2 năm 2016 | RoPS                                                           | 1–2                     | SJK                    | Oulu                                                                          |  |
| 15:00 EET (UTC+2)   | M.Saine 21' · J.Hämäläinen 26' · Okkonen 50' 76' · Pirinen 88' | Report (tiếng Phần Lan) | Riski 27' (ph.đ.), 32' | Sân vận động: Heinäpään nurmi Lượng khán giả: 253 Trọng tài: Ville Nevalainen |  |

## Bảng B
| VT | Đội           | ST | T | H | B | BT | BB | HS | Đ | Giành quyền tham dự |
| -- | ------------- | -- | - | - | - | -- | -- | -- | - | ------------------- |
| 1  | Lahti         | 5  | 2 | 3 | 0 | 7  | 5  | +2 | 9 | Chung kết           |
| 2  | Inter Turku   | 5  | 2 | 2 | 1 | 6  | 5  | +1 | 8 |                     |
| 3  | HJK           | 5  | 1 | 4 | 0 | 8  | 7  | +1 | 7 |                     |
| 4  | PK-35 Vantaa  | 5  | 1 | 3 | 1 | 5  | 5  | 0  | 6 |                     |
| 5  | IFK Mariehamn | 5  | 1 | 1 | 3 | 5  | 5  | 0  | 4 |                     |
| 6  | HIFK          | 5  | 1 | 1 | 3 | 5  | 9  | −4 | 4 |                     |

| 22 tháng 1 năm 2016 | Inter Turku             | 0–0                     | PK-35 Vantaa | Turku                                                                                |  |
| 14:00 EET (UTC+2)   | Kauppi 58' · Camara 82' | Report (tiếng Phần Lan) | Ristola 70'  | Sân vận động: Sân vận động Veritas Lượng khán giả: 174 Trọng tài: Mattias Gestranius |  |

| 23 tháng 1 năm 2016 | Lahti                   | 1–0                     | HIFK | Lahti                                                                           |  |
| 12:00 EET (UTC+2)   | Kuningas 5' · Shala 84' | Report (tiếng Phần Lan) |      | Sân vận động: Mukkulan palloiluhalli Lượng khán giả: 0 Trọng tài: Dennis Antamo |  |

| 29 tháng 1 năm 2016 | Lahti                     | 2–1                     | Inter Turku                        | Lahti                                                                             |  |
| 15:00 EET (UTC+2)   | Hauhia 15' · Tuominen 60' | Report (tiếng Phần Lan) | Gnabouyou 43' (ph.đ.) · Kauppi 73' | Sân vận động: Mukkulan palloiluhalli Lượng khán giả: 226 Trọng tài: Antti Munukka |  |

| 29 tháng 1 năm 2016 | HIFK         | 0–3                     | PK-35 Vantaa                                              | Helsinki                                                                         |  |
| 19:00 EET (UTC+2)   | Hänninen 82' | Report (tiếng Phần Lan) | Míguez Adán 8' · Kuqi 36' (ph.đ.) 44' · Kaufmann 60', 69' | Sân vận động: Talin jalkapallohalli Lượng khán giả: 604 Trọng tài: Jari Järvinen |  |

| 31 tháng 1 năm 2016 | HJK                                 | 1–0                     | IFK Mariehamn                           | Helsinki                                                                          |  |
| 12:15 EET (UTC+2)   | Rexhepi 44' 60' · Taiwo 70' (ph.đ.) | Report (tiếng Phần Lan) | Petrović 36' · Clement 69' · Span 90+4' | Sân vận động: Talin jalkapallohalli Lượng khán giả: 424 Trọng tài: Marko Grönholm |  |

| 1 tháng 2 năm 2016 | PK-35 Vantaa             | 1–1                     | Lahti     | Vantaa                                                                   |  |
| 14:15 EET (UTC+2)  | Caloi 73' · Heinonen 81' | Report (tiếng Phần Lan) | Shala 61' | Sân vận động: Myyrmäki-halli Lượng khán giả: 272 Trọng tài: Petteri Kari |  |

| 3 tháng 2 năm 2016 | HIFK           | 1–0                     | IFK Mariehamn                               | Helsinki                                                                          |  |
| 15:30 EET (UTC+2)  | Rantanen 90+2' | Report (tiếng Phần Lan) | Petrović 46' · Lyyski 55' · Diego Assis 61' | Sân vận động: Talin jalkapallohalli Lượng khán giả: 213 Trọng tài: Petri Viljanen |  |

| 5 tháng 2 năm 2016 | HJK        | 1–1    | Lahti                     | Helsinki                                                                             |  |
| 17:00 EET (UTC+2)  | Tanaka 86' | Report | Multanen 31' · Hauhia 72' | Sân vận động: Talin jalkapallohalli Lượng khán giả: 612 Trọng tài: Miikka Lähdesmäki |  |

| 8 tháng 2 năm 2016 | IFK Mariehamn | 0–1    | Inter Turku  | Åland                                                    |  |
| 19:00 EET (UTC+2)  |               | Report | Gnabouyou 4' | Sân vận động: Eckeröhallen Trọng tài: Mattias Gestranius |  |

| 9 tháng 2 năm 2016 | HJK                                                  | 3–3    | HIFK                                                                               | Helsinki                                                                            |  |
| 17:00 EET (UTC+2)  | Taiwo 21' · Malolo 37' · Järvenpää 82' · Morelos 90' | Report | Hänninen 3' · Aho 6' · Salmikivi 16' · Peltonen 32' · Korhonen 65' · Sihvola 90+3' | Sân vận động: Talin jalkapallohalli Lượng khán giả: 827 Trọng tài: Ville Nevalainen |  |

| 12 tháng 2 năm 2016 | Lahti                                                 | 2–2    | Mariehamn                                                 | Lahti                                                                         |  |
| 15:00 EET (UTC+2)   | Tuominen 13' · Bonilha 25' · Hostikka 64' · Shala 87' | Report | Kangaskolkka 32' 90' · Dafaa 37' · Span 45' · Ekhalie 68' | Sân vận động: Sân vận động Lahti Lượng khán giả: 78 Trọng tài: Petri Viljanen |  |

| 13 tháng 2 năm 2016 | PK-35 Vantaa                                                     | 1–1    | HJK                            | Vantaa                                                                    |  |
| 15:00 EET (UTC+2)   | Kuqi 23' · Rasimus 35' · Mateo 49' · Couñago 49' · C.Portela 75' | Report | Tanaka 42' · I.Tatomirović 66' | Sân vận động: Myyrmäki-halli Lượng khán giả: 743 Trọng tài: Tommi Grönman |  |

| 15 tháng 2 năm 2016 | Inter Turku                          | 2–1    | HIFK                          | Turku                                                       |  |
| 15:00 EET (UTC+2)   | Källman 11' · Aho 13' · Lehtonen 67' | Report | Soudant 45+2' · Fortunato 46' | Sân vận động: Sân vận động Veritas Trọng tài: Jari Järvinen |  |

| 18 tháng 2 năm 2016 | Inter Turku                          | 2–2    | HJK                                      | Turku                                                                        |  |
| 15:00 EET (UTC+2)   | Nyman 16' · Duah 42' · Gnabouyou 53' | Report | Taiwo 36' · Morelos 56', 63' (ph.đ.) 87' | Sân vận động: Javenture-Areena Lượng khán giả: 198 Trọng tài: Petri Viljanen |  |

| 20 tháng 2 năm 2016 | IFK Mariehamn                                                          | 3 – 0  | PK-35 Vantaa | Åland                                          |  |
| 18:00 EET (UTC+2)   | Kangaskolkka 4' · Mäkinen 15' · Dafaa 17' · Petrović 68' · Ibrahim 73' | Report | Raimi 26'    | Sân vận động: Eckeröhallen Lượng khán giả: 285 |  |

## Chung kết
| 19 tháng 3 năm 2016 Chung kết                       | SJK                             | 0– 0 (s.h.p.) (3–4 p)                               | Lahti | Seinajoki                                                              |  |
| 16:00 EET (UTC+2)                                   | E.Kane 24' · T.Penninkangas 85' | Report                                              |       | Sân vận động: Wallsport Areena Lượng khán giả: 487 Trọng tài: D.Antamo |  |
|                                                     |                                 | Loạt sút luân lưu                                   |       |                                                                        |  |
| Eremenko · Rahimi · Riski · Laaksonen · Tahvanainen |                                 | Rafael · J.Tuominen · Multanen · Kärkkäinen · Sesay |       |                                                                        |  |

## Cầu thủ ghi bàn
Tính đến trận đấu diễn ra ngày 27 tháng Hai 2016
4 bàn:
| - Roope Riski - SJK |

3 bàn:
| - Alfredo Morelos - HJK | - Mika Lahtinen - Ilves | - Guy Gnabouyou - Inter Turku |

2 bàn:
| - Taye Taiwo - HJK - Atomu Tanaka - HJK | - Jasse Tuominen - Lahti - Aleksei Kangaskolkka - IFK Mariehamn - Lucas Kaufmann - PK-35 Vantaa | - Njazi Kuqi - PK-35 Vantaa - Ariel Ngueukam - SJK |

1 bàn:
| - Domenico Fortunato - HIFK - Matias Hänninen - HIFK - Joni Korhonen - HIFK - Daniel Rantanen - HIFK - Ville Salmikivi - HIFK - Lassi Järvenpää - HJK - Solomon Duah - Inter Turku - Benjamin Källman - Inter Turku - Joni Aho - Inter Turku - Billy Ions - PS Kemi - Juho-Teppo Berg - PS Kemi - Saku Kvist - PS Kemi | - Joona Veteli - PS Kemi - Saša Jovović - PS Kemi - Christian Eissele - PS Kemi - Mika Ääritalo - KuPS - Juha Hakola - KuPS - Patrick Poutiainen - KuPS - Mikko Kuningas - Lahti - Mikko Hauhia - Lahti - Kalle Multanen - Lahti - Santeri Hostikka - Lahti - Drilon Shala - Lahti - Thomas Mäkinen - IFK Mariehamn | - Amos Ekhalie - IFK Mariehamn - Josef Ibrahim - IFK Mariehamn - Caloi - PK-35 Vantaa - Shane Malcolm - RoPS - Aapo Heikkilä - RoPS - Eetu Muinonen - RoPS - Antti Okkonen - RoPS - Loorents Hertsi - VPS - Jerry Voutilainen - VPS - Samu Alanko - VPS - Andre Clennon - VPS |